# Knut Stangenberg
Knut Viktor Abraham Stangenberg, född 13 juli 1871 i Vassunda socken, död 21 april 1955 i Enskede församling, var en svensk författare, skämt-, karikatyr- och serietecknare. Signatur: Stang.

## Biografi
Knut Stangenberg var son till underlöjtnanten Johan Viktor Stangenberg och Ida Eleonora Sophia Schück och från 1908 gift med Karin Helin. Efter avlagd studentexamen 1890 i Uppsala studerade Stangenberg litteratur och konsthistoria vid universitetet under ett par års tid. Samtidigt väcktes hans konstnärliga intresse genom umgänge med Bruno Liljefors på Kvarnbo där han även träffade Fjæstad och Engström. Han började först teckna på egen hand, men sökte sig senare till Konstnärsförbundets skola där han studerade 1892–1896 och han studerade även etsningsteknik för Axel Tallberg.
Debuten som tidningstecknare kom med en serie hundporträtt i Svenska Familj-Journalen 1895 och följande år anställdes han som efterträdare till Albert Engström vid Söndags-Nisse. År 1900 övergick han till tidningen Strix där han publicerade en lång rad skämtdikter. Han medarbetade i tidningen Puck 1907–1912 och utgav tillsammans med Daniel Bergman skämttidningen Kurre 1907–1916. Från 1912 medarbetade han i Allt för Alla och tidskriften Vårt Hem i vilken han publicerade sin mest kända serie Fridolf Celinder. Den tillkom 1912 och hade premiär i januari 1913. Ursprungligen låg den nära Oskar Anderssons skämtteckningar, men hittade efter en tid en egen skämtsamt kåserande karaktär. Han medverkade regelbundet som tecknare i bland annat Svenska Dagbladet och Dagens Nyheter.
Som bokillustratör illustrerade han tillsammans med Albert Engström och Carl August Olausson Gustaf af Geijerstams Samlade allmogeberättelser och kom senare att illustrera flera böcker i serien Barnbiblioteket Saga och böcker med jakthistorier. Han samlade teckningar och verser som publicerats på skilda håll och gav ut dem i bokform.
Han debuterade i en utställning av teckningar i Stockholm 1912 och medverkade i grupputställningar på Valand i Göteborg, Baltiska utställningen, Humor och satir som visades på Liljevalchs konsthall 1933, teckningsutställningen på Konstakademien 1937, Svenska exlibrisföreningens utställning av nordiska exlibris på Nordiska museet 1948. 
Konstnären är representerad vid bland annat Nationalmuseum i Stockholm, Uppsala universitetsbibliotek och på Scenkonstmuseet med sin teaterkarikatyrer.
Knut Stangenberg ligger begravd på Uppsala gamla kyrkogård.

## Utgivare
- Kurre. Stockholm: Kurre. 1907-1916. Libris 2887068